# Kurt Hensel
Kurt Hensel (Königsberg, 29 dicembre 1861 – Marburg, 1º giugno 1941) è stato un matematico tedesco, un allievo di Leopold Kronecker.
È conosciuto per aver introdotto, nel 1897, i numeri p-adici, che assunsero grande importanza nella teoria dei numeri e in altri campi durante il XX secolo. Kurt era figlio di Sebastian, a sua volta unico figlio del pittore Wilhelm Hensel, che nel 1829 aveva sposato Fanny Mendelssohn, eccellente pianista e compositrice, sorella del più noto compositore Felix Mendelssohn Bartholdy.